# Бамперс, Дейл Леон
Дейл Леон Бамперс (англ. Dale Leon Bumpers; 12 августа 1925, Чарлстон, Арканзас — 1 января 2016) — американский политик-демократ. 38-й губернатор штата Арканзас с 1971 по 1975, представлял штат в Сенате США с 1975 по 1999.

## Биография
Служил в Корпусе морской пехоты США во время Второй мировой войны. Он учился в Университете Арканзаса, в 1951 году окончил Школу права Северо-Западного университета. Когда он изучал право в штате Иллинойс, он стал сторонником бывшего губернатора штата Эдлая Стивенсона, кандидата от демократов на президентских выборах в 1952 и 1956 годах. В 1952 году Бамперс вернулся в Арканзас, где работал юристом.
Оба родителя Бамперса погибли в 1949 году в автокатастрофе. Он женился в том же году на Бетти Лу Фланаган. У пары есть трое детей.
Дружил с Биллом Клинтоном, выступил со страстной речью в защиту президента, когда Клинтон столкнулся с импичментом из-за скандала с Моникой Левински.